# Colocleora derennei
Colocleora derennei là một loài bướm đêm trong họ Geometridae.